# Santa Fé, Tabasco
Santa Fé är en ort i Mexiko.   Den ligger i kommunen Centro och delstaten Tabasco, i den sydöstra delen av landet, 700 km öster om huvudstaden Mexico City. Santa Fé ligger 20 meter över havet och antalet invånare är 1 000.
Terrängen runt Santa Fé är mycket platt. Runt Santa Fé är det tätbefolkat, med 308 invånare per kvadratkilometer. Närmaste större samhälle är Villahermosa, 8,6 km norr om Santa Fé. Trakten runt Santa Fé består till största delen av jordbruksmark.